# Afrotarsius
 Afrotarsius  ist eine ausgestorbene Gattung der Primaten, die im Eozän und im Oligozän in Nordafrika vorkam. In Ägypten und Libyen entdeckte Fossilien, die zu dieser Gattung gestellt wurden, sind mehr als 31 Millionen Jahre (Ägypten) und bis zu 39 Millionen Jahre (Libyen) alt. Typusart ist Afrotarsius chatrathi, deren Überreste in der ägyptischen Fossillagerstätte Fayyum geborgen wurden. Die Fossilien dieser Gattung gelten als enge Verwandte der heute lebenden Sulawesi-Koboldmakis (Gattung Tarsius) und wurden – wie diese – der Familie der Koboldmakis (Tarsiidae) zugeordnet.

## Namensgebung
Afrotarsius ist ein Kunstwort. Die Bezeichnung der Gattung verweist auf die große Ähnlichkeit der Fossilien-Merkmale mit den Merkmalen heute lebenden Arten der Gattung Tarsius, die endemisch auf der indonesischen Insel Sulawesi vorkommt; die Vorsilbe Afro betont die Herkunft der Fossilien aus Afrika. Afrotarsius bedeutet somit sinngemäß „afrikanischer Koboldmaki“. Das Epitheton der Typusart, chatrathi, ehrt den Entdecker des Typusexemplars, Prithijit S. Chatrat.
Das Epitheton der 2010 benannten zweiten Art der Gattung, Afrotarsius libycus, verweist auf dem Fundort der Fossilien im Zentrum von Libyen.

## Erstbeschreibung
Holotypus der Gattung und zugleich der Typusart Afrotarsius chatrathi ist das Fragment eines rechten Unterkiefers mit drei erhaltenen Molaren (M1 bis M3) und zwei teilweise erhaltenen Prämolaren (P3 und P4), der im Egyptian Geological Museum (vormals: Cairo Geological Museum) verwahrt wird (Archiv-Nr. CGM 42830). Fundort war in Quarry M das 249-Meter-Level der Gebel Qatrani Formation. Das Alter des Fossils wurde in der Erstbeschreibung mit „älter als 31 ± 1 Millionen Jahre“ angegeben. Die Zähne besitzen ein Mosaik von Merkmalen, das „eindeutig“ jenen der heute lebenden südostasiatischen Arten der Gattung Tarsius gleicht sowie – unter den fossilen Familien – der Familie der Omomyidae.
Die vermutete enge Verwandtschaft der fossilen Gattung Afrotarsius mit den heute lebenden Arten der Gattung Tarsius gab in der Erstbeschreibung Anlass zu Spekulationen über die Entwicklungsgeschichte, speziell die Paläobiogeographie beider Gattungen, das heißt, ob die Familie der Tarsiidae in Asien entstanden ist oder in Europa/Nordafrika. Den Autoren zufolge bleibt diese Frage mangels fehlender weiterer Fossilien aus unterschiedlichen Epochen ungeklärt.

## Weitere Funde
1998 wurde die Zuordnung von Afrotarsius zur Familie der Tarsiidae durch den Fund eines fusionierten Schienbeins und Wadenbeins – aus der gleichen Schicht von Quarry M wie zuvor das Typusexemplar – bestätigt. Auch dieser Fund ähnelt den spezialisierten, fusionierten Knochen der heute lebenden Arten der Gattung Tarsius, die nur von dieser Gattung und vom fossilen Necrolemur bekannt sind. Die heute lebenden Arten der Gattung Tarsius könne man daher als „lebende Fossilien“ ansprechen.
Im Oktober 2010 wurde ein im Zentrum von Libyen, in der Fundstätte Dur At-Talah, gefundener einzelner Molar (M1 oder M2) aus einem Unterkiefer wissenschaftlich beschrieben, dessen Alter rund 38 bis 39 Millionen Jahre beträgt (Archivnummer DT1-35). Dieses Fossil wurde als Holotypus der neu benannten Art Afrotarsius libycus ausgewiesen. Der Zahn unterscheide sich von Afrotarsius chatrathi insbesondere deshalb, weil er schmaler sei. Das Körpergewicht seines Besitzers habe zu Lebzeiten 130 bis 232 Gramm betragen. Ergänzend wurden als Paratypen fünf weitere Zähne benannt: ein rechter und ein linker Prämolar P3; ein rechter und ein linker Molar M2; ein rechter Molar M3.
Eine enge verwandtschaftliche Nähe von Afrotarsius libycus wird der im Jahr 2012 benannten Gattung Afrasia zugeschrieben, deren rund 37 Millionen Jahre alte Überreste in Myanmar entdeckt wurden.

## Belege
1. 1 2   Elwyn L. Simons und Thomas M. Bown: Afrotarsius chatrathi, first tarsiiform primate (? Tarsiidae) from Africa. In: Nature. Band 313, 1985, S. 475–477, doi:10.1038/313475a0, Volltext.
2. 1 2   D. Tab Rasmussen, Glenn C. Conroy und Elwyn L. Simons: Tarsier-like locomotor specializations in the Oligocene primate Afrotarsius. In: PNAS. Band 95, Nr. 25, 1998, S. 14848–14850, Volltext (PDF).
3. ↑  Yaowalak Chaimanee, Olivier Chavasseau, K. Christopher Beard, Aung Aung Kyaw, Aung Naing Soe, Chit Sein, Vincent Lazzari, Laurent Marivaux, Bernard Marandat, Myat Swe, Mana Rugbumrung, Thit Lwin, Xavier Valentin, Zin-Maung-Maung-Thein, Jean-Jacques Jaeger: Late Middle Eocene primate from Myanmar and the initial anthropoid colonization of Africa. In: PNAS. Band 109, Nr. 26, 2012, S. 10293–10297, doi:10.1073/pnas.1200644109.
4. ↑  Erik R. Seiffert, Doug M. Boyer, John G. Fleagle, Gregg F. Gunnell, Christopher P. Heesy, Jonathan M. G. Perry, Hesham M. Sallam: New adapiform primate fossils from the late Eocene of Egypt. In: Historical Biology. Band 30, Nr. 1–2, 2018, S. 204–226, doi:10.1080/08912963.2017.1306522.
5. ↑  Jean-Jacques Jaeger, K. Christopher Beard, Yaowalak Chaimanee et al.: Late middle Eocene epoch of Libya yields earliest known radiation of African anthropoids. In: Nature. Band 467, 2010, S. 1095–1098, doi:10.1038/nature09425.
6. ↑  Late middle Eocene epoch of Libya yields earliest known radiation of African anthropoids. Supplementary information.